# Monastère de la Présentation-de-la-Mère-de-Dieu-au-Temple (Ovčar-Kablar)
Pour les articles homonymes, voir Monastère de la Présentation de la Vierge.
Le monastère de la Présentation-de-la-Mère-de-Dieu-au-Temple (en serbe cyrillique : Манастир Ваведење ; en serbe latin : Manastir Vavedenje) est un monastère orthodoxe serbe situé près d'Ovčar Banja, dans le district de Moravica et sur le territoire de la Ville de Čačak, dans l'ouest de la Serbie. Il fait partie des dix monastères situés dans la gorge d'Ovčar-Kablar.

## Situation
Le monastère est situé sur la rive droite de la Zapadna Morava, à l'extrémité de la gorge d'Ovčar-Kablar.

## Histoire
La tradition attribue la fondation du monastère au župan Stefan Nemanja et à son fils Saint Sava, au XIIe siècle. L'existence du monastère est attestée pour la première fois en 1452 et l'ensemble a été rénové en 1797. Le monastère conserve des livres anciens, dont un exemplaire des Quatre Évangiles (Četvorojevanđelje) traduits en serbe et réalisés en 1552 par l'imprimerie de Trajan Gundulić à Belgrade.